# Santa Eufemia del Barco
Santa Eufemia del Barco is een gemeente in de Spaanse provincie Zamora in de regio Castilië en León met een oppervlakte van 51,84 km². Santa Eufemia del Barco telt 189 inwoners (1 januari 2016).

## Demografische ontwikkeling
Bron: INE, 1857-2011: volkstellingen